# Sự kiện UFO Antananarivo
Sự kiện UFO Antananarivo (tiếng Pháp: Observation d'Antananarivo) là vụ chứng kiến UFO ngay trên bầu trời thủ đô Antananarivo ở Madagascar vào năm 1954. Vụ này được giới nghiên cứu UFO coi là quan trọng vì nó xảy ra bên ngoài châu Mỹ và châu Âu, chứng tỏ rằng hiện tượng quan sát thấy UFO khá phổ biến trên toàn thế giới.

## Diễn biến
Ngày 16 tháng 8 năm 1954, khoảng 5 giờ chiều, nhiều người dân đang mua sắm tại khu chợ ngoài trời lúc nhá nhem tối, chết sững tại chỗ và kinh ngạc trước những gì nhìn thấy. Họ mô tả một vật giống như quả bóng màu xanh lá cây có kích thước bằng chiếc máy bay, theo sau là một vật thể bằng kim loại trông giống như quả bóng bầu dục. Chó chạy tán loạn và hú lên khắp thành phố, cừu hốt hoảng phá đổ hàng rào vây quanh. Điều lạ thường nhất là trong suốt thời gian vật thể lạ này bay trên bầu trời thủ đô, hệ thống chiếu sáng công cộng tắt phụt và sáng trở lại sau đó chỉ vài phút, khi "trái bóng lớn màu xanh lá cây" và bạn đồng hành của nó đã rời đi.
Như dự tính, công chúng kêu gào và tin bài xuất hiện rất nhiều trên báo chí, tất cả khiến những người có thẩm quyền của chính phủ Pháp phải cho tiến hành điều tra ngay lập tức.  Vài ngày sau, phía Pháp điện khẩn đến Bộ Tư lệnh Không quân Madagascar đề nghị Giám đốc Đài quan sát thiên văn Antananarivo là Đức Cha Coze thuộc Dòng Tên tới thu thập lời khai. Hầu hết các nhân chứng đều đồng ý rằng vật thể lạ này bay lơ lửng trên không trung và nhiều lần đi qua thành phố. Trong số các nhân chứng còn có Edmond Campagnac, phi công và giám đốc kỹ thuật của hãng Air France ở Antananarivo. Theo ước tính của ông, quả bóng có đường kính khoảng 40 mét và tốc độ khoảng 400 km/h. Một số nhân chứng cho biết họ nhìn thấy một vật thể kim loại nằm trên đỉnh vật thể này.

## Giải thích
Nhiều nhà nghiên cứu đã đưa ra lời giải thích hợp lý như giả thuyết về chiếc máy bay bí mật của Liên Xô hay liên quan đến các hiện tượng tự nhiên nhưng đều bị bác bỏ vì thiếu tính thuyết phục. Trường hợp này thường xuyên được những người ủng hộ giả thuyết ngoài Trái Đất coi là một trong những điều bí ẩn nhất. Giả thuyết về nguyên mẫu thiết bị bay quân sự mật không được coi là đáng tin cậy do niên đại của sự kiện và sự phát triển của lịch sử ngành hàng không, trong khi những lời giải thích dựa trên giả thuyết tâm lý xã hội đang gây tranh cãi trong giới nghiên cứu khoa học do số lượng lớn nhân chứng thuộc các tầng lớp xã hội và trình độ văn hóa khác nhau.
Sự kiện này đã thúc đẩy Charles de Gaulle xem xét để rồi một vài năm sau đó dẫn đến việc thành lập tổ chức chính thức chuyên nghiên cứu về UFO của Pháp là GEPAN vào năm 1977. Ngoài ra, báo cáo COMETA còn đề cập đến trường hợp này vào năm 1999.